# هيرمان إف. زيمرمان
هيرمان إف. زيمرمان (بالإنجليزية: Herman F. Zimmerman)‏ هو مخرج فني ومصمم الإنتاج أمريكي، ولد في 19 أبريل 1935 في سبرينغفيلد في الولايات المتحدة.

## وصلات خارجية
- هيرمان إف. زيمرمان على موقع IMDb (الإنجليزية)
- هيرمان إف. زيمرمان على موقع قاعدة بيانات الفيلم (الإنجليزية)